# Бухта Новицкого
Бухта Нови́цкого (до 1972 года — Чадауджа) — бухта на западе Залива Находка Японского моря. Ширина 2,9 км, вдаётся в сушу на 1,2 км..
На берегу бухты (включая пирс) располагается Находкинский нефтеналивной порт, отнесённый к опасным объектам и производящий вредные выбросы в воды территориального моря России.
Бухта имеет открытую акваторию и плохо защищена от высоких волн (к юго-востоку от бухты расположен остров Лисий). У северо-восточного мыса бухты расположена скала Бахирева. Юго-западный входной мыс — м. Павловского, напротив о. Лисий.
Прежде носила название Чадауджа, в 1972 году переименована в память о военном моряке В. В. Новицком (ум. 1865), который участвовал в основании поста Владивосток. При входе в бухту стоит отдельно стоящая скала Слон. По воспоминаниям находкинского старожила В. Черникова, когда-то в бухте действовала лодочная станция УАМР.

## Экологическая обстановка
Бухта Новицкого (наряду с бухтой Находка и устьем реки Партизанской в заливе Находка) признана зоной высоко аномального загрязнения территориальных вод нефтепродуктами.
По дну бухты проходит трубопровод сточных вод длиной 530 м. В августе 2001 года концентрация нефтепродуктов в водах бухты превышала предельно допустимую норму в 16,5 раз. В декабре 2001 года из-за халатности экипажа танкера, находящегося под погрузкой, произошло переполнение танка топливом, в результате 567 кг нефтепродуктов вылилось в акваторию бухты Новицкого. В июне 2010 года в водах бухты Новицкого (наряду с районом устья реки Партизанской, бухты Врангеля и у мыса Козьмина) была установлена экстремально высокая концентрация ртути, которая превышала предельно допустимую норму в 3-4 раза.